# Chelicerca semilutea
Chelicerca semilutea är en insektsart som beskrevs av Ross 2003. Chelicerca semilutea ingår i släktet Chelicerca och familjen Anisembiidae. Inga underarter finns listade i Catalogue of Life.